# Святі Слобідського краю

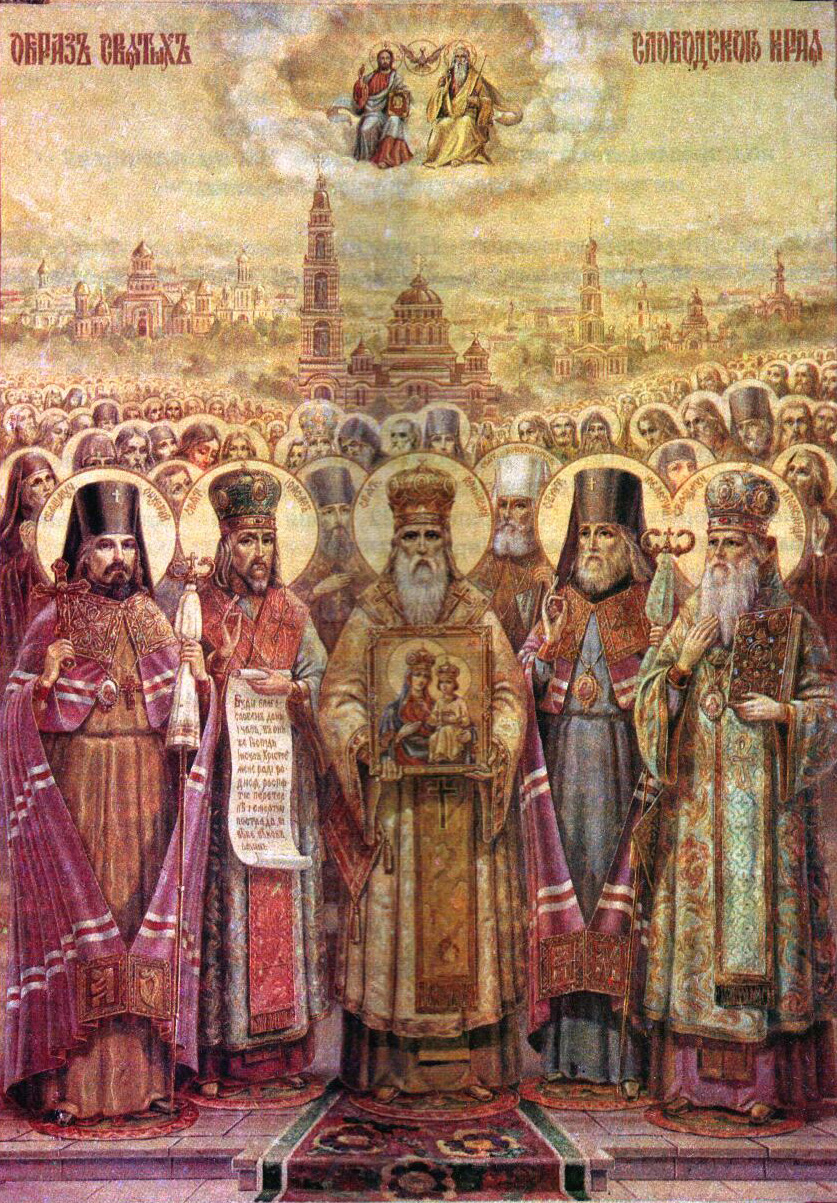
Ікона «Святі Слобідського краю»

Святі Слобідського краю — місцевошановані Харківські святителі, православні святі, пов'язані із Слобожанщиною, що раніше керували Харківською єпархією або її вікарні архієреї, новомученики Слобідського краю, які шануються Українською Православною Церквою Московського Патріархату (РПЦ в Україні). 19 травня (1 червня) є днем пам'яті новомучеників Слобідського краю.

## Список святих

### Харківські святителі
- Святитель Афанасій Цареградський, патріарх Константинопольський і Лубенський чудотворець (мощі його з 1947 року перебувають в Благовіщенському соборі Харкова)
- Святитель Іоасаф, єпископ Бєлгородський
- Святитель Мелетій, архієпископ Харківський
- Священномученик Онуфрій (Гагалюк), архієпископ Курський і Обоянський
- Священномученик Олександр (Петровський), архієпископ Харківський
- Священномученик Костянтин (Дьяков), митрополит Київський, екзарх України
- Священномученик Інокентій (Летяєв), архієпископ Харківський

### Святителі керуючі Харківською єпархією
- Святитель Інокентій (Борисов), архієпископ Херсонський і Таврійський, в 1840—1848 рр. архієпископ Харківський і Ахтирський
- Святитель Філарет (Гумілевський), в 1848—1859 рр. архієпископ Харківський і Ахтирський
- Священномученик Василь (Богоявленський), архієпископ Чернігівський і Ніжинський, з липня 1909 по березень 1911 був єпископом Сумським вікарієм Харківської єпархії
- Священномученик Анатолій (Грисюк), митрополит Одеський і Херсонський, з 1934 по 1935 рр. тимчасово керуючий Харківською Єпархією
- Священномученик Інокентій (Тихонов), архієпископ Вінницький, з січня по березень 1937 року архієпископ Харківський

### Новомученики Слобідського краю
У число святих новомучеників Слобідського краю також входять:
- Священномученик Варсонофій (Мамчич), архімандрит † 1938, 19.01. (Нар.1875)
- Священномученик Кипріан (Янковський), архімандрит † 1938, 26.05. (Нар. 31.10.1897)
- Священномученик Яків Редозубов, протоієрей † 1938, 19.01. (Нар.1871)
- Священномученик Микола Загоровський, протоієрей † 1943 (Нар.1872)
- Священномученик Петро Дорошенко, протоієрей † 1938, 17.01. (Нар.05.08.1882)
- Священномученик Іоанн Федоров, ієрей † 1841
- Священномученик Іларіон Жуков, ієрей † 1938, 16.01. (Нар.1863)
- Священномученик Сергій Шипулін, ієрей (Нар.21.12.1872)
- Священномученик Антоній (Горбань), ієромонах † 1938, 22.12. (Нар.22.01.1866)
- Священномученик Іоанн Тимонов, ієрей † 1937, 16.12. (Нар.23.06.1879)
- Священномученик Володимир Василевський, ієрей † 1938, 11.01. (Нар.06.01.1892)
- Священномученик Микола Мігулін, ієрей † 1937, 13.11. (Нар.04.12.1872)
- Священномученик Віктор Яворський, ієрей † 1938, 13.01. (Нар.02.12.873)
- Священномученик Діонісій Чаговець, ієрей † 1937, 16.10. (Нар.1886)
- Священномученик Стефан Андронов, ієрей † 1937, 13.11. (Нар.15.09.1867)
- Священномученик Іоанн Федоров II, ієрей † 1937, 25.08. (Нар.1871)
- Священномученик Лукіан Федотов, ієрей † 1938, 17.01. (Нар.13.10.1895)
- Священномученик Алексій Татаринов, ієрей † 1937, 09.12. (Нар.1885)
- Священномученик Яків Мартиненко, ієрей † 1937, 16.12. (Нар.04.01.1878)
- Священномученик Павло Краснокутський, ієрей (Нар.1883)
- Священномученик Паїсій (Москот), ієромонах † 1937, 05.09. (Нар.08.12.1869)
- Священномученик Симеон Оськін, ієрей † 1937, 05.09. (Нар.24.05.1880)
- Священномученик Микола Єфімов, ієрей † 1938, 16.01. (Нар.03.02.1890)
- Священномученик Гавриїл Протопопов, ієрей † 1938, 23.05. (Нар.26.03.1880)
- Священномученик Спиридон Євтушенко, диякон † 1938, 25.05. (Нар.31.10.1838)
- Мученик Іоанн Кононенко, регент (Нар.07.01.1880)
- Мученик Філіп Ординець, регент † 1938, 15.04. (Нар.01.06.1888)
- Мученик Андрій Міщенко, регент † 1938, 25.05. (Нар.30.10.1871)

## Собор святих «иже во Святых горах на Донце»
- Свт. Іларіон (Григорович), єпископ Крутицький (†1759)
- Прпсп. Михаїл (Галушко), схиархімандрит (†1961)
- Прп. Арсеній (Митрофанов), архімандрит (†1859)
- Прп. Герман (Клиць), архімандрит (†1890)
- Прпсп. Іоїль (Озерянський), архімандрит (†рубіж XVII—XVIII ст.)
- Прп. Рафаїл Мокренський, архімандрит (†1765)
- Прп. Софроній (Смирнов), архімандрит (†1921)
- Прпсп. Трифон (Скрипченко), архімандрит (†1939)
- Прп. Фадей (Кокуйлович), архімандрит (†1758)
- Прпсп. Іоанн (Стрельцов), ігумен (†1970)
- Прп. Іоанникій (Аверкієв), ієромонах (†1882)
- Прп. Ісаакій (Головін), ієромонах (†1903)
- Прп. Кіпріан (Манько), ієромонах (†1874)
- Прп. Феодосій Святогірський, ієромонах (†1850)
- Прп. Лонгин (Грифцов), ієросхимонах (†1882)
- Прп. блж. Феофіл (Шаронін), монах, юродивий (†1868)
- Прп. Іоанн (Крюков), схимомонах (†1867)